# فرانسیس مک‌دورمند
فرانسس لوئیس مک‌دورمند (انگلیسی: Frances Louise McDormand؛ زادهٔ ۲۳ ژوئن ۱۹۵۷) بازیگر و تهیه‌کنندهٔ برجسته آمریکایی است. او جوایز مختلفی از قبیل سه جایزهٔ اسکار، دو جایزهٔ امی ساعات پربیننده و یک جایزهٔ تونی برنده شده و یکی از معدود افرادی است که تاج سه‌گانۀ بازیگری را کسب کرده‌اند. او همچنین دریافت‌کنندهٔ دو جایزهٔ گلدن گلوب و سه جایزهٔ فیلم بفتا بوده‌است.
یکی از نقش‌های شناخته‌شدهٔ مک‌دورمند، نقش مارج گاندرسون، پلیس زن باردار در فیلم فارگو به کارگردانی برادران کوئن است. او به‌خاطر بازی در این فیلم جایزه اسکار بهترین بازیگر نقش اول زن را در سال ۱۹۹۶ دریافت کرد. او در ۲۰۱۸ جایزهٔ اسکار بهترین بازیگر اصلی زن را به‌خاطر بازی در فیلم سه بیلبورد خارج از ابینگ، میزوری و در اسکار ۲۰۲۱ جایزه بهترین بازیگر زن و بهترین فیلم را به خاطر بازی و تهیه‌کنندگی سرزمین خانه‌به‌دوش‌ها دریافت کرده‌است.

## ابتدای زندگی
فرانسس در شیکاگو ایلینوی در ایالات متحده متولد شد و زوجی با نام مک‌دورمند سرپرستی او را به عهده گرفتند. مادرش پرستار و پدرش یک پیشوای روحانی بود. او درجایی گفته‌است احتمالاً مادر اصلی او یکی از اعضای کلیسای متعلق به ناپدری‌اش بوده. مک‌دورمندها فرانسس را به همراه چند برادر و خواهر دیگر بزرگ کردند که هیچ‌کدام شان فرزندان حقیقی و بیولوژیکی آنان نبودند. در دوران کودکی به همراه خانواده‌اش به شهرهای کوچک مختلفی نقل مکان کرد و پس از استقرار در پیتسبورگ پنسیلوانیا، تحصیلات دبیرستانی خود را در آنجا تمام کرد. در ۱۹۷۹ از کالجی در ویرجینیای غربی در رشتهٔ تئاتر فارغ‌التحصیل شد. در ۱۹۸۲ از مدرسه نمایش در دانشگاه ییل مدرک استادی هنرهای زیبا دریافت کرد. در آن زمان با هالی هانتر هم اتاق بود.

## زندگی هنری
آغاز کار مک‌دورمند در سینما با بازی در فیلم فضای خونبار ساختهٔ جوئل و ایتن کوئن ۱۹۸۴ همراه بود. در ۱۹۸۵ مک‌دورمند، برادران کوئن، هالی هانتر و سم ریمی (کارگردان) به‌طور مشترک در خانه‌ای در برانکس (محله‌ای در شمال منهتن) ساکن شدند. در ۱۹۸۷ او نقش کوتاهی را در فیلم بزرگ کردن آریزونا اثر برادران کوئن و با بازی هالی هانتر و نیکلاس کیج بازی کرد. او علاوه بر فیلم سینمایی، در چندین نمایش و فیلم تلویزیونی هم بازی کرده.
مک‌دورمند در ۱۹۸۸ به خاطر بازی در فیلم میسیسیپی می‌سوزد نامزد بهترین بازیگر نقش مکمل زن در جشنوارهٔ آکادمی شد. در ۱۹۹۶ اسکار بهترین بازیگر زن را بخاطر بازی در نقش پلیس زنی به نام مارج گاندرسون در فیلم فارگو دریافت کرد. در سال ۲۰۰۰، بار دیگر بخاطر بازی در فیلم تقریباً مشهور نامزد بهترین بازیگر نقش مکمل زن در جشنوارهٔ آکادمی شد. در همان سال، جوایز دیگری را بخاطر بازی در فیلم پسران شگفت‌انگیز کسب کرد. در ۲۰۰۶، برای سومین بار در جشنوارهٔ آکادمی نامزد بهترین بازیگر نقش مکمل برای بازی در سرزمین شمالی شد. او در سال‌های اخیر در فیلم‌های خانم پتی گریو یک روز زندگی می‌کند به کارگردانی بهارات نالوری، و بخوان و بسوزان به کارگردانی جوئل و ایتن کوئن بازی کرده.
مک‌دورمند که همسر جوئل کوئن کارگردان می‌باشد در شش فیلم از آثار برادران کوئن بازی کرده. این بازی‌ها شامل نقش‌های کوچکی در بزرگ کردن آریزونا و گذرگاه میلر، یا نقش‌های بزرگ‌تری در فضای خونبار، فارگو، مردی که آنجا نبود' و بخوان و بسوزان است.

## زندگی شخصی
مک‌دورمند از سال ۱۹۸۴ با کارگردان جوئل کوئن ازدواج کرده‌است. آن‌ها در سال ۱۹۹۵، پسری اهل پاراگوئه به نام پدرو مک‌دورمند کوئن را در شش ماهگی به فرزندی پذیرفتند.

## بخشی از جوایز و افتخارات
- برنده جایزه اسکار بهترین بازیگر نقش اول زن (۲۰۲۱) برای فیلم عشایر
- برنده جایزه اسکار بهترین بازیگر نقش اول زن (۲۰۱۷)برای فیلم سه بیلبورد خارج از ابینگ
- نامزد جایزه اسکار بهترین بازیگر نقش مکمل زن (۲۰۰۵) برای فیلم سرزمین شمالی
- نامزد جایزه اسکار بهترین بازیگر نقش مکمل زن (۲۰۰۰) برای فیلم تقریباً مشهور
- برنده جایزه اسکار بهترین بازیگر نقش اول زن (۱۹۹۶) برای فیلم فارگو
- جایزه انجمن بازیگران فیلم برای بهترین بازیگر نقش زن برای سریال کوتاه یا فیلم تلویزیونی (۲۰۱۴)
- نامزد جایزه گلدن گلوب بهترین بازیگر نقش مکمل زن (۲۰۰۵) برای فیلم سرزمین شمالی
- نامزد جایزه گلدن گلوب بهترین بازیگر نقش مکمل زن (۲۰۰۰)
- نامزد هفتمین مراسم جایزه انجمن بازیگران فیلم (۲۰۰۰)
- نامزد دوازدهمین مراسم جایزه انجمن بازیگران فیلم (۲۰۰۵) برای فیلم سرزمین شمالی
- (۱۹۹۶)
- نامزد جایزه گلدن گلوب بهترین بازیگر زن فیلم موزیکال یا کمدی (۲۰۰۸)
- جایزه انجمن منتقدان فیلم لس آنجلس برای بهترین بازیگر نقش مکمل زن (۲۰۰۰)
- ۱۰۰ سال... ۱۰۰ قهرمان و شرور به انتخاب بفا
- شصت و هفتمین جوایز امی ساعات پربیننده
- جایزه امپایر بهترین بازیگر زن (۱۹۹۷)
- جایزه بهترین بازیگر نقش مکمل زن هیئت ملی بازبینی فیلم (۱۹۸۸)
- جایزه انجمن بازیگران فیلم برای بهترین بازیگر نقش اول زن (۱۹۹۶)
- جایزه انجمن منتقدان فیلم لندن برای بازیگر زن سال (۱۹۹۶)
- کاندیدای بفتای بهترین بازیگر نقش اول زن برای فیلم فارگو در سال ۱۹۹۶
- کاندیدای بفتای بهترین بازیگر مکمل زن برای فیلم تقریباً مشهور در سال ۲۰۰۰
- کاندیدای بفتای بهترین بازیگر مکمل زن برای فیلم سرزمین شمالی در سال ۲۰۰۵
- برنده بفتای بهترین بازیگر نقش اول زن برای فیلم سه بیلبورد خارج از ابینگ در سال ۲۰۱۷

## فیلمشناسی

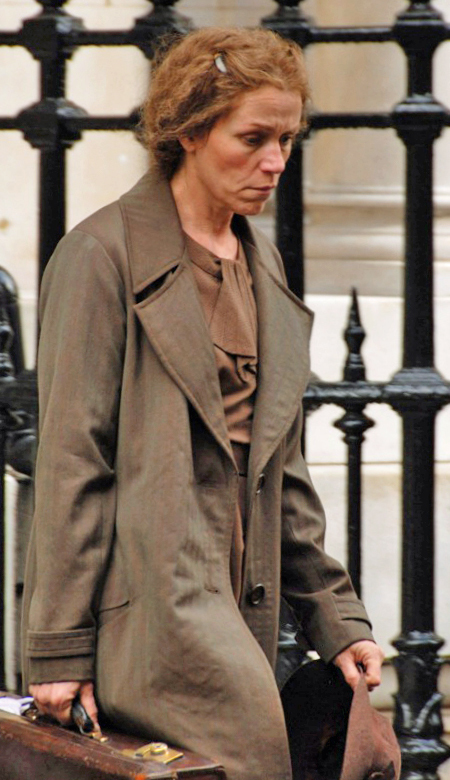
در نقش خانم پتی گریو در فیلم خانم پتی گریو یک روز زندگی می‌کند

### سینمایی
| سال  | عنوان                                   | نقش                    | یادداشت                                    |
| ---- | --------------------------------------- | ---------------------- | ------------------------------------------ |
| ۱۹۸۴ | فضای خونبار                             | اّبی                    |                                            |
| ۱۹۸۵ | موج جرم و جنایت                         | راهبه                  |                                            |
| ۱۹۸۷ | بزرگ کردن آریزونا                       | دات                    |                                            |
| ۱۹۸۸ | میسیسیپی می‌سوزد                         | خانم پل                |                                            |
| ۱۹۸۹ | چاتاهوچی                                | می فولی                |                                            |
| ۱۹۹۰ | دستور کار مخفی                          | اینگرید جسنر           |                                            |
| ۱۹۹۰ | تقاطع میلر                              | منشی شهردار            | اعتبار نیافته                              |
| ۱۹۹۰ | مرد تاریکی                              | جولی هستینگز           |                                            |
| ۱۹۹۱ | بارتون فینک                             | بازیگر صحنه            | صداپیشه، اعتبار نیافته                     |
| ۱۹۹۱ | زن قصاب                                 | گریس                   |                                            |
| ۱۹۹۲ | فوت کرد                                 | Nora Scanlan           |                                            |
| ۱۹۹۳ | برش‌های کوتاه                            | بتی ودرز               |                                            |
| ۱۹۹۴ | Bleeding Hearts                         | Woman on TV            |                                            |
| ۱۹۹۵ | فراسوی رانگون                           | Andy Bowma             |                                            |
| ۱۹۹۵ | پالوکویل                                | جون                    |                                            |
| ۱۹۹۶ | فارگو                                   | مارجی گاندرسن          | برندهٔ جایزه اسکار بهترین بازیگر نقش اول زن |
| ۱۹۹۶ | ترس کهن                                 | دکتر مولی آرینگتون     |                                            |
| ۱۹۹۶ | ستاره تنها                              | بانی                   |                                            |
| ۱۹۹۷ | جاده بهشت                               | Dr. Verstak            |                                            |
| ۱۹۹۸ | Johnny Skidmarks                        | Alice                  |                                            |
| ۱۹۹۸ | مادلین                                  | Miss Clavel            |                                            |
| ۱۹۹۸ | صحبت از فرشتگان                         | Conlon                 |                                            |
| ۲۰۰۰ | پسران شگفت‌انگیز                         | دین سارا گاسکل         |                                            |
| ۲۰۰۰ | تقریباً مشهور                            | الین میلر              |                                            |
| ۲۰۰۰ | ادوارد فادواپر دروغ مصلحت‌آمیز بزرگی گفت | راوی                   | فیلم کوتاه                                 |
| ۲۰۰۱ | مردی که آنجا نبود                       | دوریس کرین             |                                            |
| ۲۰۰۲ | لورل کنیون                              | جین                    |                                            |
| ۲۰۰۲ | شهر ساحلی                               | میشل                   |                                            |
| ۲۰۰۳ | یکی باید کوتاه بیاید                    | زوئی بری               |                                            |
| ۲۰۰۵ | سرزمین شمالی                            | گلوری داج              |                                            |
| ۲۰۰۵ | ایان فلاکس                              | هندلر                  |                                            |
| ۲۰۰۶ | دوستان همراه پول                        | جین                    |                                            |
| ۲۰۰۸ | خانم پتیگرو برای یک روز زندگی می‌کند     | گوینویر پتیگرو         |                                            |
| ۲۰۰۸ | بخوان و بسوزان                          | لیندا لیتزکی           |                                            |
| ۲۰۱۱ | اینجا باید همان‌جا باشد                  | جین                    |                                            |
| ۲۰۱۱ | تبدیل‌شوندگان: نیمه تاریک ماه            | شارلوت میرینگ          |                                            |
| ۲۰۱۲ | قلمرو طلوع ماه                          | خانم بیشاپ             |                                            |
| ۲۰۱۲ | ماداگاسکار ۳: تحت تعقیب‌ترین‌های اروپا    | کاپیتان Chantal Dubois | صداپیشه                                    |
| ۲۰۱۲ | سرزمین موعود                            | سو توماسون             |                                            |
| ۲۰۱۴ | هر چیز پنهانی                           | —                      | تهیه‌کننده                                  |
| ۲۰۱۵ | دایناسور خوب                            | Momma                  | صداپیشه                                    |
| ۲۰۱۶ | درود بر سزار!                           | C. C. Calhoun          |                                            |
| ۲۰۱۷ | سه بیلبورد خارج از ابینگ، میزوری        | میلدرد هیز             |                                            |
| ۲۰۱۸ | جزیره سگ‌ها                              | Interpreter Nelson     | صداپیشه                                    |
| ۲۰۲۰ | سرزمین خانه‌به‌دوش‌ها                      | فِرن                    | همچنین تهیه‌کننده                           |
| ۲۰۲۱ | گزارش فرانسوی                           | لوسیندا                |                                            |
| ۲۰۲۱ | تراژدی مکبث                             | لیدی مکبث              |                                            |
| ۲۰۲۲ | حرف‌های زنانه                            | اسکارفیس یانز          |                                            |